# Дейтон (Вайомінг)
Дейтон (англ. Dayton) — місто (англ. town) в США, в окрузі Шеридан штату Вайомінг. Населення — 822 особи (2020).

## Географія
Дейтон розташований за координатами 44°52′24″ пн. ш. 107°15′45″ зх. д. / 44.87333° пн. ш. 107.26250° зх. д. (44.873336, -107.262507).  За даними Бюро перепису населення США в 2010 році місто мало площу 1,37 км², уся площа — суходіл.

## Демографія
Згідно з переписом 2010 року, у місті мешкало 757 осіб у 308 домогосподарствах у складі 210 родин. Густота населення становила 552 особи/км².  Було 336 помешкань (245/км²).
Расовий склад населення:
| - 93,9 % — білих - 4,2 % — корінних американців - 0,3 % — азіатів |

До двох чи більше рас належало 1,2 %. Частка іспаномовних становила 3,0 % від усіх жителів.
За віковим діапазоном населення розподілялося таким чином: 25,4 % — особи молодші 18 років, 59,1 % — особи у віці 18—64 років, 15,5 % — особи у віці 65 років та старші. Медіана віку мешканця становила 44,5 року. На 100 осіб жіночої статі у місті припадало 98,7 чоловіків;  на 100 жінок у віці від 18 років та старших — 101,1 чоловіків також старших 18 років.
Середній дохід на одне домашнє господарство  становив 72 886 доларів США (медіана — 65 917), а середній дохід на одну сім'ю — 86 014 долари (медіана — 80 833). За межею бідності перебувало 2,2 % осіб, у тому числі 0,0 % дітей у віці до 18 років та 3,3 % осіб у віці 65 років та старших.
Цивільне працевлаштоване населення становило 449 осіб. Основні галузі зайнятості: освіта, охорона здоров'я та соціальна допомога — 26,1 %, сільське господарство, лісництво, риболовля — 21,2 %, мистецтво, розваги та відпочинок — 14,0 %, будівництво — 8,7 %.
За даними перепису 2000 року,
на території муніципалітету мешкало 678 людей, було 277 садиб та 186 сімей.
Густота населення становила 557,0 осіб/км². Було 304 житлових будинків.
З 277 садиб у 32,1% проживали діти до 18 років, подружніх пар, що мешкали разом, було 55,6 %,
садиб, у яких господиня не мала чоловіка — 9,4 %, садиб без сім'ї — 32,5 %.
Власники 27,4 % сади б мали вік, що перевищував 65 років, а в 11,2 % садиб принаймні одна людина була старшою за 65 років.
Кількість людей у середньому на садибу становила 2,41, а в середньому на родину 2,95.
Середній річний дохід на садибу становив 36 597 доларів США, а на родину — 41 500 доларів США.
Чоловіки мали дохід 30 909 доларів, жінки — 18 056 доларів.
Дохід на душу населення був 16 389 доларів.
Приблизно 4,0 % родин та 7,0 % населення жили за межею бідності.
Серед них осіб до 18 років було 4,3 %, і понад 65 років — 7,7 %.
Середній вік населення становив 41 років.